# Ficus pakkensis
Ficus pakkensis är en mullbärsväxtart som beskrevs av Paul Carpenter Standley. Ficus pakkensis ingår i släktet fikonsläktet, och familjen mullbärsväxter. Inga underarter finns listade i Catalogue of Life.